# Vladislav
Vladislav je mužské jméno slovanského původu. Vykládá se jako slavný vládou, slavící vládu. Podle českého kalendáře má svátek 18. ledna. Jeho ženskou variantou je Vladislava.

## Cizojazyčné ekvivalenty
- Bulharsky: Vladislav
- Polsky: Władysław
- Německy: Wladyslaw
- Nizozemsky: Wladyslaw
- Slovensky: Vladislav
- Rusky: Vladislav, Volodislav[1]
- Ukrajinsky: Vladyslav

## Domácké podoby
Vláďa, Vládí(ček), Vladík, Vadík, Vladin.[zdroj⁠?!]

## Známí Vladislavové

### Vladaři a králové
- Vladislav I. († 1125) – český kníže
- Vladislav I. Herman (1042–1102) – polský kníže z dynastie Piastovců
- Vladislav I. Lokýtek (1261–1333) – polský král z dynastie Piastovců
- Vladislav I. Opolský († 1281/82) – opolsko-ratibořský kníže z rozrodu Piastovců
- Vladislav II. Opolský (1326/1332-1401) – opolský kníže a diplomat z rodu slezských Piastovců.
- Vladislav II. (1110–1174) – český kníže a druhý český král z rodu Přemyslovců
- Vladislav II. Jagello (1362–1434) – litevský velkokníže a polský král
- Vladislav III. Tenkonohý (1161/67 – 1231) – polský kníže-senior
- Vladislav III. Varnenčik (1424–1444) – nejstarší syn Vladislava II. Jagella, polský a uherský král
- Vladislav IV. Vasa (1595–1648) – polský král a velkokníže litevský
- Vladislav Bílý (1327 nebo 1333–1388) – vévoda Gniewkowa a poslední zástupce Kujavska
- Vladislav Český (1227–1247) – markrabí moravský a vévoda rakouský
- Vladislav Jagellonský (1456–1516) – český král
- Vladislav Jindřich (1160–1222) – kníže český a markrabě moravský
- Vladislav Kozelský († 1351/1352?) – kníže kozelský a bytomský, z rodu Piastovců
- Vladislav (moravský markrabě) (1207–1228) – třetí syn Přemysla Otakara I. a markrabí moravský
- Vladislav Olomoucký († po 1165) – nejstarší syn knížete Soběslava I. a kníže olomouckého údělu
- Vladislav Slezský či Vratislavský (1237? – 1270) – slezský (vratislavský) kníže a vyšehradský probošt
- Vladislav Těšínsko-Hlohovský (cca 1420–1460) – kníže těšínský a hlohovský

### Ostatní
- Vladislav Beneš – český herec
- Vladislav Kiedroň – luterský duchovní
- Vladislav Husák – český policista, od roku 2005 policejní prezident Policie ČR
- Vladislav Vančura – český spisovatel, dramatik, filmový režisér
- František Vladislav Hek – národní buditel
- Vladislav Volný – luterský pastor a emeritní biskup

## Vladislav jako příjmení
- Jan Vladislav – pseudonym Ladislava Bambáska, českého básníka a překladatele

## Místní názvy
- Vladislav – obec s asi 900 obyvateli na jihozápadě Moravy, název snad odvozen od kněžice Vladislava
- Vladislav – česká podoba jména polského města Wodzisław Śląski